# John Williams
John Towner Williams (Floral Park, New York, 8. veljače, 1932.) američki je skladatelj, dirigent i pijanist. Glazbeni ga znalci i kritičari smatraju jednim od najznačajnijih skladatelja filmske glazbe svih vremena.
Tijekom uspješne karijere, duge više od šest desetljeća, skladao je neke od najpopularnijih i prepoznatljivih filmskih partitura u filmskoj povijesti, uključujući Ralje, Obiteljska zavjera (posljednji film Alfreda Hitchcocka), serijal Zvjezdanih ratova, Superman, serijal o Indiana Jonesu, E.T. vanzemaljac, prva dva filma Sam u kući, Kuka, prva dva filma Jurskog parka, Schindlerovu listu, Spašavanje vojnika Ryana, prva tri nastavka serijala o Harry Potteru, Uhvati me ako možeš, Sjećanja jedne gejše, Put rata i drugi.
Imao je dug i uspješan odnos s redateljem Stevenom Spielbergom, za kojega je skladao sve filmove osim filma Boja purpura.
Ostala značajna Williamsova djela uključuju i glazbenu temu za Olimpijske igre, "NBC Sunday Night Football", "NBC Nightly News", televizijske serije "Izgubljeni u svemiru", "Land of Giants", a isto tako, što nije toliko poznato, skladao je naslovnu pjesmu za američki sitcom "Gilligan's Island". Williams je također skladao brojna klasična koncertna djela, te je od 1980. – 1993. bio šef-dirigent orkestra Boston Pops.
Williams je osvojio pet Oscara, četiri Zlatna globusa, sedam filmskih nagrada Britanske akademije i 21 Grammy.
Godine 2013. je 49. put nominiran za Oscara, manje samo od Walta Disneyja.

## Nagrade i nominacije
John Williams je osvojio nagradu Saturn u kategoriji najbolja glazba za sljedeće filmove:
- Zvjezdani ratovi, Epizoda 4: Nova nada (1977.)
- Bliski susreti treće vrste (1977.)
- Superman (1978.)
- Indijana Jones i pljačkaši izgubljene arke (1981.)
- E.T. (1982.)
- Schindlerova lista (1993.)
- Umjetna inteligencija (2001.)
- Zvjezdani ratovi, Epizoda 3: Osveta Sitha (2005.)

## Vanjske poveznice
- John Williams u internetskoj bazi filmova IMDb-u (engl.)